# Себек (Мен)
Себек (англ. Sebec) — місто (англ. town) в США, в окрузі Піскатаквіс штату Мен. Населення — 665 осіб (2020).

## Демографія
Згідно з переписом 2010 року, у місті мешкало 630 осіб у 273 домогосподарствах у складі 194 родин. Було 420 помешкань
Расовий склад населення:
| - 97,6 % — білих - 0,8 % — корінних американців - 0,2 % — азіатів |

До двох чи більше рас належало 1,4 %. Частка іспаномовних становила 0,6 % від усіх жителів.
За віковим діапазоном населення розподілялося таким чином: 17,3 % — особи молодші 18 років, 63,3 % — особи у віці 18—64 років, 19,4 % — особи у віці 65 років та старші. Медіана віку мешканця становила 49,3 року. На 100 осіб жіночої статі у місті припадало 96,9 чоловіків;  на 100 жінок у віці від 18 років та старших — 100,4 чоловіків також старших 18 років.
Середній дохід на одне домашнє господарство  становив 55 830 доларів США (медіана — 39 671), а середній дохід на одну сім'ю — 63 399 доларів (медіана — 40 500). Медіана доходів становила 52 411 долар для чоловіків та 27 955 доларів для жінок. За межею бідності перебувало 19,4 % осіб, у тому числі 23,2 % дітей у віці до 18 років та 13,6 % осіб у віці 65 років та старших.
Цивільне працевлаштоване населення становило 215 осіб. Основні галузі зайнятості: освіта, охорона здоров'я та соціальна допомога — 26,5 %, виробництво — 22,3 %, роздрібна торгівля — 13,5 %, публічна адміністрація — 7,4 %.